# Inongo
Inongo és un territori i una localitat de la província del Bandundu a la República Democràtica del Congo. És la principal localitat situada a la vora del llac Mai-Ndombe.

## Història
Va ser un dels principals centres d'explotació de cautxú a l'Estat Lliure del Congo com a element dels dominis personals Leopold II de Bèlgica. Alphonse Jacques, conegut després com a Jules Marie Alphonse Jacques de Dixmude va dirigir la seva recol·lecció entre 1895 i 1898, durant la seva segona estada a la regió.

## Població
A 2009 va registrar una població de 45.159 habitants.

## Sectors
Inongo es divideix en tres sectors. El primer, Basengele, comprèn al seu torn les localitats de Mbelo, Mpenge, Ngongo et Bokote. Al de Bolia corresponen al seu torn els de Mbeke, Lukanga, Nkita i Bokwala. I al sector d'Inongo el componen les localitats de Ntombanzale, Ibenga i Iyambe.